# Anne Guérette
Pour les articles homonymes, voir Guérette.
Anne Guérette, née le 11 mai 1964 à Québec, est une architecte et femme politique québécoise. Cheffe de l'opposition de la Ville de Québec de 2016 à 2017, elle dirige le parti Démocratie Québec jusqu'au 7 novembre 2017. De 2007 à 2013, elle représente le district Vieux-Québec-Montcalm, puis, à partir de 2013, le district Cap-aux-Diamants.

## Biographie

### Études et carrière d'architecte
Elle effectue ses études primaires à l'École des Ursulines de Québec, puis secondaires au Collège Notre-Dame de Bellevue. Elle jongle avec l'idée de devenir vétérinaire, avocate ou architecte. Elle opte finalement pour ce dernier choix. En 1989, elle obtient un baccalauréat en architecture de l'Université Laval et devient membre de l'Ordre des architectes du Québec en 1990. Elle complète sa formation avec une maîtrise en génie du bâtiment de l'Université Concordia en 1994. Par la suite, elle pratique sa profession tout en l'enseignant au Collège Mérici ainsi qu'au Cégep Saint-Laurent. Elle est mère de deux garçons.

### Politique

#### Conseillère municipale
De 2002 à 2007, elle est administratrice du conseil de quartier de Montcalm et s'implique activement pour la préservation du patrimoine architectural à Québec. D'ailleurs, en 2006, elle fonde la Coalition Héritage Québec, un organisme militant sur les questions patrimoniales de développement urbain. Le 2 décembre 2007, lors de l'élection partielle de la Ville de Québec de 2007, elle est élue conseillère pour le district de Montcalm au conseil municipal. Elle est réélue en 2009. En 2013, elle se fait élire dans le nouveau district voisin du Cap-aux-Diamants.

#### Chef d'opposition municipal
En 2012, elle annonce la création de son propre parti municipal nommé Démocratie Québec. Le 3 mai 2013, Québec autrement accepte de se fusionner à son parti, mais elle doit laisser sa place de chef à David Lemelin. Lors de l'élection municipale de 2013, le parti ne réussit qu'à faire élire trois conseillers (dont Anne Guérette) sur 21 et Lemelin préfère démissionner. En mai 2013, elle signale son intention de briguer le poste de cheffe de Démocratie Québec et par le fait même d'être candidate à la mairie de Québec en 2017. Elle annonce sa candidature le 19 juin 2016. Elle redevient cheffe de Démocratie Québec après un vote auprès des membres du parti le 4 décembre 2016. Aux élections municipales de 2017, elle termine troisième à la mairie avec 14,64 %. Elle annonce sa démission le 7 novembre 2017.

## Résultats électoraux
Lors de l'élection partielle de la Ville de Québec du 2 décembre 2007, Anne Guérette se porte candidate indépendante au poste de conseillère municipale du district de Montcalm à la suite de la démission de Ann Bourget qui se porte candidate à la mairie. Elle remporte le scrutin, devant la candidate du Renouveau municipal de Québec, avec 43,3 %.

### Élections municipales partielles de 2007
| District électoral de Montcalm | District électoral de Montcalm | District électoral de Montcalm | District électoral de Montcalm | District électoral de Montcalm |
| Candidat                       | Candidat                       | Parti                          | # de voix                      | % des voix                     |
| ------------------------------ | ------------------------------ | ------------------------------ | ------------------------------ | ------------------------------ |
|                                | Anne Guérette                  | Indépendante                   | 2 303                          | 43,3 %                         |
|                                | Diane Allard                   | Renouveau municipal de Québec  | 2 079                          | 39,0 %                         |
|                                | Jacques Langlois               | Indépendant                    | 676                            | 12,7 %                         |
|                                | Rokhia Thiam                   | Vision Québec                  | 201                            | 3,8 %                          |
|                                | Alain Proulx                   | Indépendant                    | 65                             | 1,2 %                          |
| Total                          | Total                          | Total                          | 5 324                          | 100 %                          |

### |Élections municipales de 2009
À l'élection générale de 2009, Anne Guérette se présente dans le nouveau district électoral du Vieux-Québec-Montcalm, créé à la suite d'une réorganisation des districts électoraux à la Ville de Québec. Elle est réélue conseillère municipale avec un peu plus de 48 % des voix.
| District électoral du Vieux-Québec-Montcalm | District électoral du Vieux-Québec-Montcalm | District électoral du Vieux-Québec-Montcalm | District électoral du Vieux-Québec-Montcalm | District électoral du Vieux-Québec-Montcalm |
| Candidat                                    | Candidat                                    | Parti                                       | # de voix                                   | % des voix                                  |
| ------------------------------------------- | ------------------------------------------- | ------------------------------------------- | ------------------------------------------- | ------------------------------------------- |
|                                             | Anne Guérette                               | Indépendante                                | 3 343                                       | 48,1 %                                      |
|                                             | Line-Sylvie Perron                          | Équipe Labeaume                             | 2 873                                       | 41,3 %                                      |
|                                             | Jacques Joli-Cœur                           | Renouveau municipal de Québec               | 629                                         | 9,0 %                                       |
|                                             | Claude Blais                                | Indépendant                                 | 58                                          | 0,8 %                                       |
|                                             | Malvina-Michèle Roy-Delwaide                | Indépendante                                | 52                                          | 0,2 %                                       |
| Total:                                      | Total:                                      | Total:                                      | 6 961                                       | 100 %                                       |

### Élections municipales de 2013
À l'élection générale de novembre 2013, Anne Guérette se porte candidate sous la bannière de Démocratie Québec dans le nouveau district électoral du Cap-aux-Diamants, créé à la suite d'une autre réorganisation des districts électoraux à la Ville de Québec. Elle est réélue avec un peu plus de 55,00 % des voix.
| District électoral du Cap-aux-Diamants | District électoral du Cap-aux-Diamants | District électoral du Cap-aux-Diamants | District électoral du Cap-aux-Diamants | District électoral du Cap-aux-Diamants |
| Candidat                               | Candidat                               | Parti                                  | # de voix                              | % des voix                             |
| -------------------------------------- | -------------------------------------- | -------------------------------------- | -------------------------------------- | -------------------------------------- |
|                                        | Anne Guérette                          | Démocratie Québec                      | 4 619                                  | 55,01 %                                |
|                                        | Frédéric Poitras                       | Équipe Labeaume                        | 3 778                                  | 44,99 %                                |
| Total                                  | Total                                  | Total                                  | 8 397                                  | 100 %                                  |

### Élections municipales de 2017
Candidate à la mairie de la ville de Québec pour Démocratie Québec en 2017, elle n'obtient que 14,6 % des voix puis quitte la vie politique le 7 novembre 2017,.

### Élections municipales de 2025
Elle annonce sa candidature à la mairie lors des élections municipales de 2025 avec un nouveau parti, le Parti du monde. Elle veut s'opposer au projet de tramway et est en faveur à un projet de troisième lien autoroutier.